# George Morland

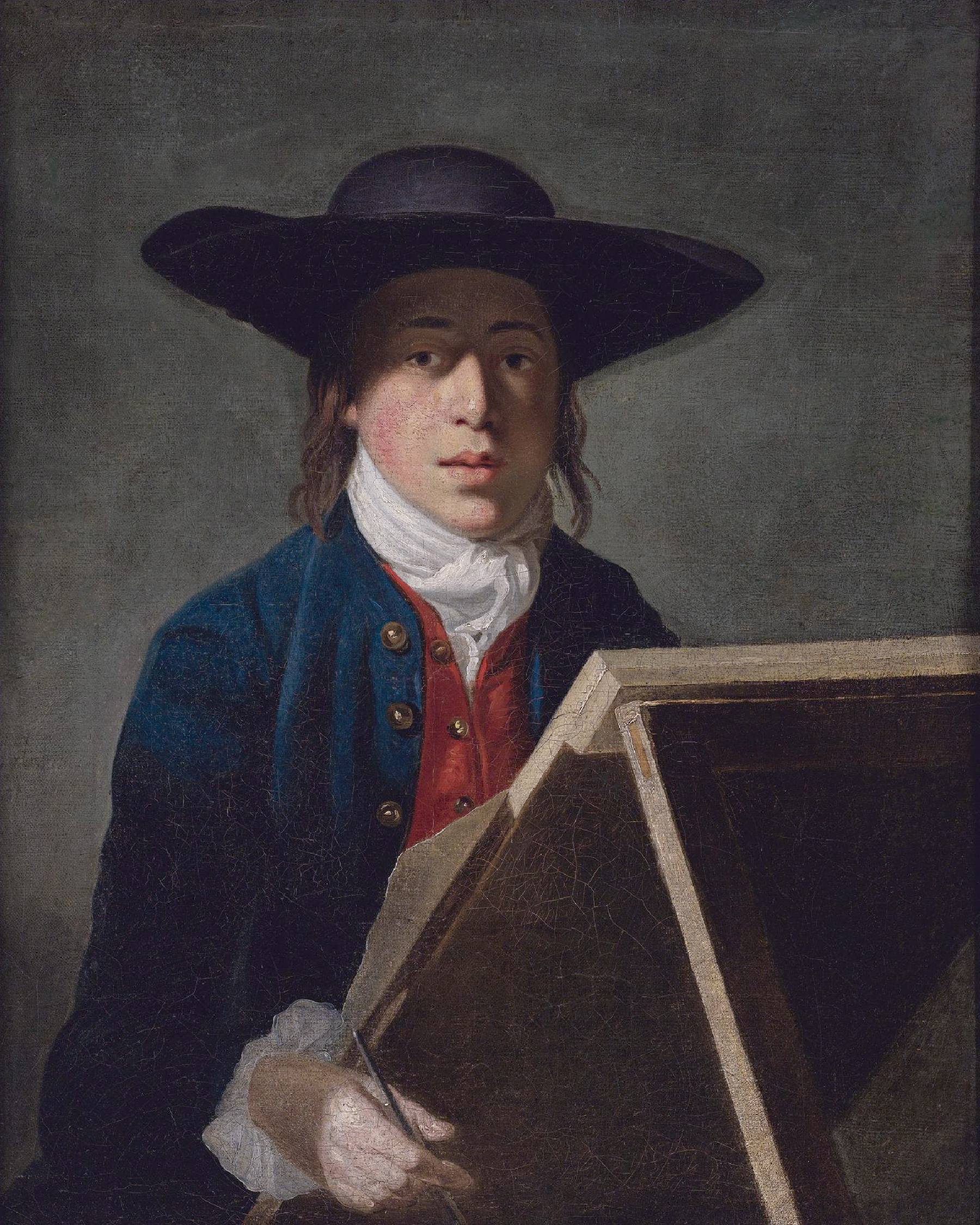
George Morland (Henry Robert Morland, ca 1780)

George Morland (1763-1804) fue un pintor inglés, principalmente abocado a la representación de animales y escenas rústicas. 

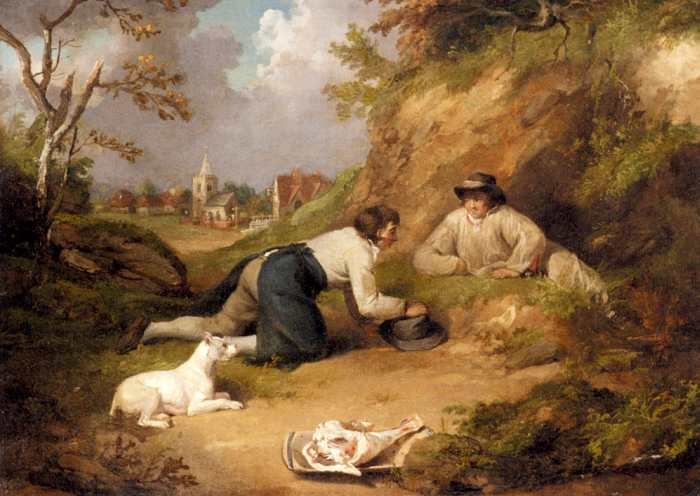
Dos hombres con su perro cazando un conejo (Óleo sobre lienzo).

## Su vida

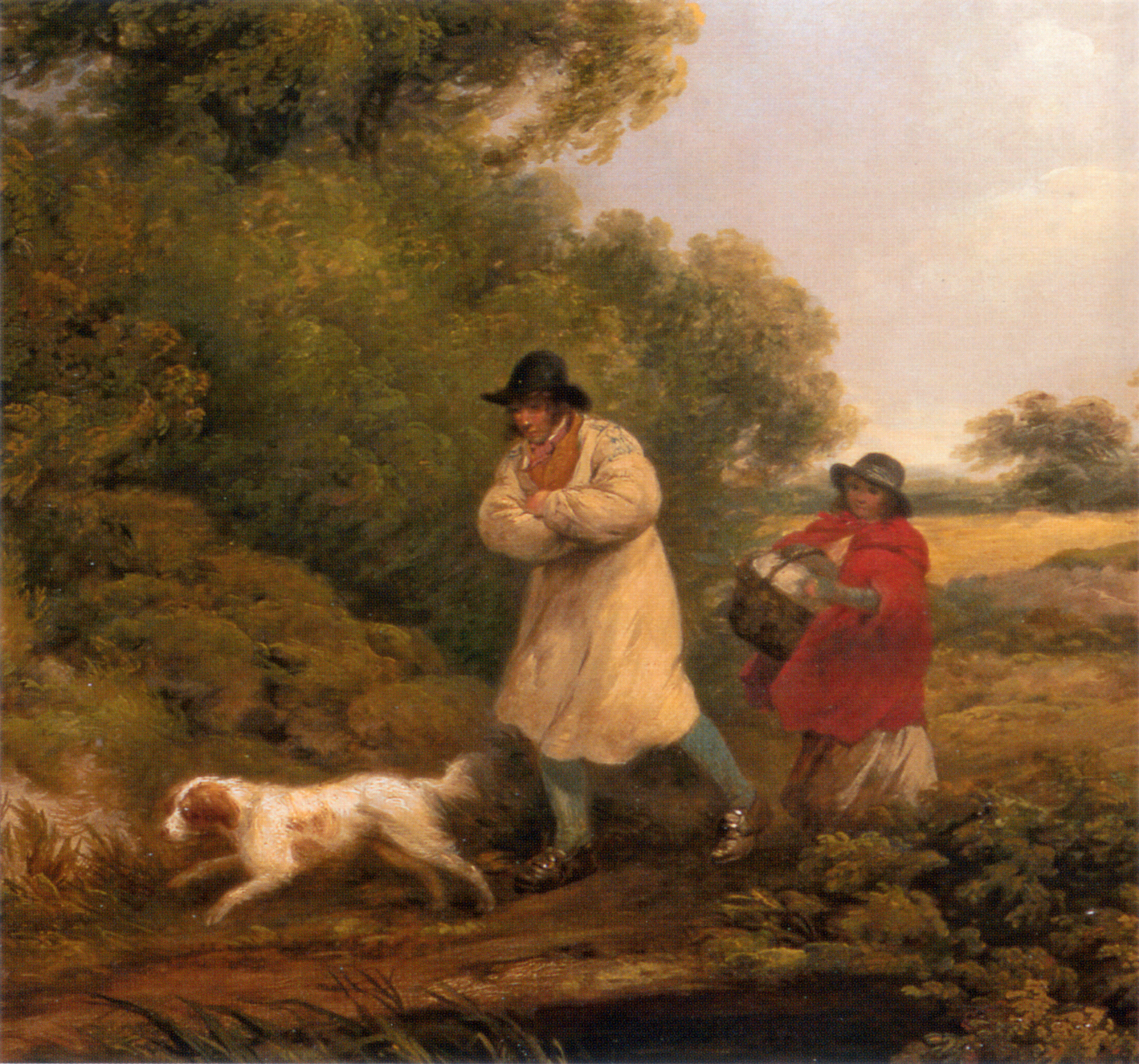
Día Ventoso por George Morland (1790).

George Morland nació en Londres el 26 de junio de 1763. Su madre era francesa, vivió en una pequeña vivienda al lado de él tras enviudar. Su abuelo, George H. Morland, fue un pintor de personalidades de la época. El padre de George era Henry Robert Morland (c. 1719-1797), un acaudalado artista, que ejerció como grabador, restaurador de obras y también practicante de cámara oscura (precedente de la fotografía), por distintas circunstancias perdió su pequeña fortuna al final de sus días. Su obra “Las Criadas”, que realizó en grabado a media tinta y representa a damas de cierta importancia, fue muy popular en su época.
A una edad muy temprana George Morland realizó esbozos que denotaban un prometedor futuro, exhibiendo alguno de sus primeros trabajos en la Real Academia en 1773, cuando tenía sólo diez años. Seguidamente expuso sus trabajos en la Sociedad Libre de Artistas en los años 1775 y 1776, y en la Sociedad de Artistas en 1777, y luego regresó a exponer en la Real Academia en 1778, 1779 y 1780. Sin embargo, sus primeras obras las produjo incluso antes de esa tierna edad, ya que su padre poseía un dibujo que George realizó cuando tenía sólo cuatro años en cual, George representó a un coche tirado por caballos junto a dos peones. 
De adolescente, estudió en la Real Academia, pero solo por un breve tiempo. Desde la edad de catorce años fue aprendiz directo de su padre durante siete años, y por medio de su talento parece haber mantenido económicamente a su familia. 
En esos años, tuvo la oportunidad de conocer de cerca a algunos de los más grandes artistas de la época, y tener acceso a las obras de los antiguos maestros; pero en vez de relacionarse con estos, demostró una abierto desprecio por toda la clase social bien educada, y no hubo forma de persuadirle, por ejemplo, fue invitado varias veces a participar de la Galería de John Julius Angerstein, donde habría sido siempre un visitante muy bienvenido. 
Cuando terminó su periodo de aprendiz, el pintor George Romney se ofreció a llevar a George a su estudio durante un periodo de tres años, con un sueldo de 300 libras al año, pero George rechazó la oferta, y tan pronto como pudo, abandonó “su aburrido hogar”, el cual consideraba demasiado estricto y disciplinado, y comenzó así su carrera, prodigiosa pero imprudente, la cual apenas tuvo un paralelismo en las biografías del arte. En 1785 se mudó a Francia, donde su fama le precedía, ya que nunca le faltó trabajo. Al año siguiente se casó con Anne, la hermana de William Ward, el famoso grabador, y se estableció en la calle principal en Marylebone.

## Sus Problemas Financieros
La esposa de Morland era una mujer bella y virtuosa, y siempre estuvo junto a él en cada momento de su carrera como artista. Fue en esa época que pintó seis cuadros conocidos como la serie Laetitia, y justo antes de casarse produjo cuatro textos didácticos, El desempleado y la industria mecánica y La inactiva lavandera y el granjero industrioso. Poco después de su casamiento, Morland residió en el pasaje Pleasant, en Hampstead Road, y a partir de ese momento su fama fue creciendo con rapidez, mientras que, como él era productor exclusivo de los materiales utilizados para la realización de sus pinturas, sus gastos, aunque muy extravagantes, no fueron superiores a sus ingresos. Sin embargo, pronto se trasladó a Warren Place, y allí, a pesar de que estaba haciendo mil libras al año por sus cuadros, vivía a un ritmo tan caro que empezó a tener una serie de dificultades financieras, que finalmente lo dejó en la bancarrota. Sus travesuras salvajes por los bajos fondos de la ciudad, y la línea de conducta irresponsable en la que había entrado, se tradujo en una fuerte acumulación de deudas, pero en 1789 se puso al día y logró regularizar sus finanzas en tan solo quince meses. Más tarde se retiró a Tavistock Row, y luego residió en Leicester Square en St. Martin's Lane, y por último en Paddington, lugar en el que alcanzó la cúspide de su fama.
Después de mudarse a una casa más grande en Winchester Row, su situación económica se convirtió en tan vergonzosa que tuvo que huir de sus acreedores a Leicestershire, donde se entregó al máximo en sus deleites y una vida casi animal. Después de un año, sin embargo, regresó a Londres y se instaló en Charlotte Street, en el peor momento financiero de su vida, y otra vez tuvo que solicitar cartas de licencia con el fin de evitar ser arrestado por sus acreedores. Al final, sin embargo, tuvo que cruzar el mar, y cambiar su lugar de residencia de vez en cuando, manteniéndola en secreto tanto como fuera posible, y hay registros de que lo vieron viviendo en Lambeth, en East Sheen, en Minories, Kentish Town, Soho, Newington, Londres, Kennington Green y hasta en la parroquia de Hackney, además hay numerosos relatos sobre aventuras y huidas para eludir la atención de aquellos que deseaban capturarlo.
En 1799 se refugió en la Isla de Wight, y se instaló durante algún tiempo en Yarmouth; pero regresó a Londres a finales de año, donde fue arrestado y enviado a la prisión de King's Bench, donde permaneció sin mayores inconvenientes, y residía en una pequeña casa amueblada en Los Campos de San Jorge, pero manteniendo su residencia exacta como un secreto. En 1802 fue liberado, pero en 1803 tuvo que ponerse bajo la custodia de la Marshalsea, a fin de evitar a sus acreedores. Posteriormente visitó Brighton y otros lugares, y a causa de una vida tan desordenada llegó a tal estado de salud, que era frecuente que estuviera con algún tipo de apoplejía, incluso estuvo durante un tiempo paralizado. 
El 19 de octubre de 1804 fue detenido por un tabernero y llevado a un lugar de confinamiento temporal para deudores con el fin de que pagase sus deudas, allí intentó hacer dibujos para vender y así pagar su deuda, pero fue presa de un severo desajuste emocional y tuvo síntomas de una especie de fiebre cerebral. Murió el 29 de octubre de 1804. Su abandonada esposa le sobrevivió sólo tres días más; la noticia de la muerte de su esposo, la llevó a tener ataques convulsivos que terminaron con su vida el 2 de noviembre. Sus restos fueron enterrados junto a los de George en el cementerio de la Capilla de St. James.

## Sus Obras

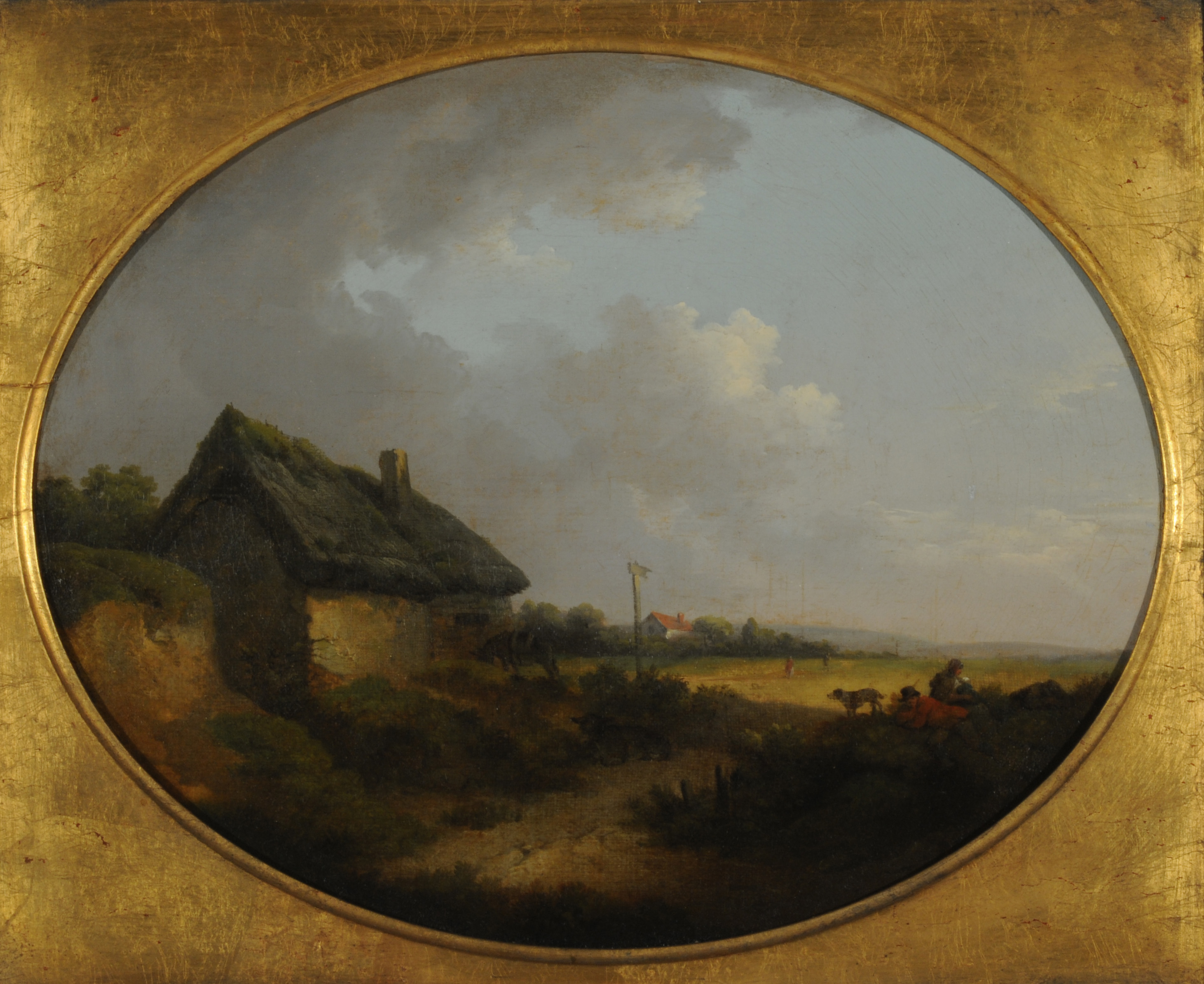
Paisaje - George Morland

Las mejores obras de George Morland fueron realizadas entre los años 1790 y 1794, y entre ellos destaca el cuadro del interior de un establo, en La Galería Británica Tate, en Londres, la cual se puede decir que fue su obra maestra. Sus trabajos tratan de escenas de la vida simple y acogedora, caracterizada por la pureza y la sencillez, y demuestra sentimientos muy directos e instintivos de la naturaleza. Sus colores son suaves, ricos en tonos vibrantes y de calidad, pero, con todo su encanto, sus obras muestran a menudo signos de la precipitación con que fueron pintadas y el descuido con que fueron dibujadas. Tenía un poder supremo de la observación y la habilidad de ser todo un gran ejecutor, y fue capaz de seleccionar los componentes vitales de una escena y representar hasta el más pequeño de los detalles, con una gracia y representación artística brillante. Sus cuadros no están sobrecargados, las figuras siempre muy bien compuestas, y a menudo tan hábilmente agrupadas como para ocultar cualquier inexactitud del dibujo, y para producir el efecto de una composición de gran éxito. Como pintor de escenas inglés toma la más alta posición, y su obra está marcada por un espíritu y un guion, siempre en combinación con una amplia coloración, y armonía. Expuso sus trabajos regularmente en la Academia Real desde el año 1784 hasta 1804, pero algunos de sus cuadros de la Academia a veces eran difíciles de identificar debido a la descripción inadecuada de sus títulos.
George Morland era un amigo cercano del artista William Armfield Hobday (1771-1831). Hobday pintó un retrato de Morland el cual aún se conserva en excelente estado.